# Кутерем
Кутерем (баш. Күтәрем) — село в Калтасинском районе Республики Башкортостан Российской Федерации. Входит в состав Кельтеевского сельсовета. Согласно переписи 2020 года население составляло 930 человек.

## География

### Географическое положение
Расстояние до:
- районного центра (Калтасы): 22 км,
- центра сельсовета (Большой Кельтей): 4 км,
- ближайшей ж/д станции (Нефтекамск): 22 км.

## Население
| 2002 | 2009  | 2010  |
| ---- | ----- | ----- |
| 1141 | ↗1192 | ↘1081 |

### Национальный состав
Согласно переписи 2002 года, преобладающая национальность — русские (55 %)

## Инфраструктура
Бо́льшая часть населения работает на ЛПДС "Калтасы" и Арланском нефтепроводном управлении АО "Транснефть-Урал"
Есть школа, детский сад, церковь, больница.

## Транспорт
Село доступно автотранспортом. Через село проходит автодорога межмуниципального значения 80Н-032 «Красный Холм — Нефтекамск» (идентификационный номер 80 ОП МЗ 80Н-032)

## Религия
В селе есть православная церковь Рождества Иоанна Предтечи.

## Известные уроженцы
- Беляев Николай Ильич — советский партийный деятель, член ЦК КПСС (1952—1961), член Президиума ЦК КПСС (1957—1960)[3], Секретарь ЦК КПСС (1955—1958), первый секретарь ЦК КП Казахстана.